# Orozko
Orozko è un comune spagnolo di 2 116 abitanti situato nella comunità autonoma dei Paesi Baschi.